# RailWorks
RailWorks es un simulador ferroviario desarrollado por Rail Simulator Developments Ltd.
Fue anunciado en marzo de 2009 y lanzado en línea el 12 de junio, y el 3 de julio en las tiendas. Es el sucesor de Rail Simulator, por eso también se le llama Rail Simulator 2: Railworks y Railworks 2 Train Simulator a la siguiente versión.

## Características
Están las compañías ferroviarias First Great Western, Deutsche Bahn, British Railways y Union Pacific.
En la nueva entrega se añaden más trenes:
- British Rail Class 37
- DB Class V 200
- EMD F7
- EMD GP15-1
- EMD SD703

También tiene nuevas rutas que son:
Seebergbahn, Castle Rock Railroad, Hedborough North y Barstow a San Bernardino (cajon pass).
Tiene mejoras en los gráficos, corrección de bugs y como novedad, en Railworks 2 se ha añadido una barra de ayuda con la que se puede manejar por completo cada tren independientemente de la cabina virtual, además de realizar todas las demás funciones como cambiar de cámara, etc. Todo se puede hacer mediante el ratón. También se han rediseñado los menús, y ahora aparte de escoger una ruta y después un tren, se puede escoger primero un tren y después una ruta.
El menú de lanzamiento ha sido altamente mejorado, aparte del menú de configuración gráfica previa al lanzamiento del simulador, ahora se han añadido otros menús para crear y gestionar paquetes (como la instalación o desinstalación de expansiones), ver las últimas noticias, utilizar herramientas, visualizar manuales, etc.